# الری ارنشاو
الری ارنشاو (انگلیسی: Eleri Earnshaw؛ زادهٔ ۱۷ مهٔ ۱۹۸۵) بازیکن فوتبال اهل بریتانیا است.
از باشگاه‌هایی که در آن بازی کرده‌است می‌توان به تیم فوتبال زنان آرسنال اشاره کرد.
وی همچنین در تیم ملی فوتبال زنان ولز بازی کرده‌است.